# Propagator
Propagatoren sind spezielle Greensche Funktionen {\displaystyle G}, also spezielle Lösungsfunktionen bestimmter partieller Differentialgleichungen, wie sie in der Physik (etwa in der Quantenelektrodynamik) vorkommen. Da Propagatoren an zwei Punkten singulär sind, werden sie auch Zweipunktfunktionen genannt. Sie können als Wahrscheinlichkeitsamplitude dafür interpretiert werden, dass ein Teilchen bzw. eine Welle von x nach y propagiert, d. h. sich ausbreitet, sich fortpflanzt bzw. fortschreitet. Je nach Differentialgleichung mit ihren Rand- und Anfangsbedingungen ergeben sich verschiedene Propagatoren, beispielsweise der Ein-Elektron-Propagator.
In Feynman-Diagrammen werden Propagatoren bildlich-geometrisch (aber exakt) als Linien (und Vertices als Knotenpunkte) dargestellt.
Die Quantenelektrodynamik ist die quantisierte Form einer Feldtheorie, welche jeweils ein Maxwell- und ein Dirac-Feld enthält, die miteinander gekoppelt sind. Sowohl Elektron- als auch Photon-Propagator werden jeweils durch eine 4×4-Matrix dargestellt, da die zugehörigen Differentialoperatoren ebenfalls aus 4×4-Matrizen bestehen und Propagator bzw. Greenfunktion sowie Differentialoperator zueinander reziprok sind.

## Schrödinger-Propagator
Innerhalb der Quantenmechanik wird die Zeitentwicklung durch den Zeitentwicklungsoperator {\displaystyle U} beschrieben, welcher im Fall eines zeitunabhängigen Hamiltonoperators {\displaystyle H} gegeben ist durch:
{\displaystyle U(t;t_{0}):=e^{-{\frac {\mathrm {i} }{\hbar }}(t-t_{0})H}}
Die Matrixelemente des Zeitentwicklungsoperators
{\displaystyle G(x,t|x_{0},t_{0}):=\langle x|U(t;t_{0})|x_{0}\rangle ,}
bezeichnet man auch als Greensche Funktion oder (Schrödinger-)Propagator.
In der Feynmanschen Formulierung der Quantenmechanik mit Pfadintegralen findet man den Feynman-Propagator, dessen Normierung gerade so gewählt wird, dass er mit dem Schrödinger-Propagator übereinstimmt. Der Propagator liefert die Wahrscheinlichkeitsamplitude, ein zum Zeitpunkt {\displaystyle t_{0}} bei {\displaystyle x_{0}} lokalisiertes Teilchen zum Zeitpunkt {\displaystyle t} bei {\displaystyle x} zu finden.

## Zweite Quantisierung
In zweiter quantisierter Form kann die Greenfunktion auch geschrieben werden als
{\displaystyle G(x,t|x_{0},t_{0})=\langle {\hat {\psi }}(x,t)\;{\hat {\psi }}^{\dagger }(x_{0},t_{0})\rangle }
wobei {\displaystyle \langle \cdots \rangle } für den Erwartungswert des Grundzustands steht. Diese Form ist übertragbar auf die Vielteilchen-Quantenmechanik, wobei sich nur die Ermittlung des Erwartungswerts eventuell ändert (Festkörperphysik, Feynmandiagramm).

### Atom- und Kernphysik
In der Atom- und Kernphysik enthält der Grundzustand im betrachteten System bereits reelle Teilchen (Protonen und Neutronen bzw. Elektronen); außerdem existiert ein zusätzliches äußeres Potential. In angeregten Zuständen werden nur die bereits vorhandenen Teilchen in energetisch höhere Zustände des vorhandenen Potentials angehoben.
Meist wird ein Propagator im Ortsraum verwendet. Es treten oft Propagatoren auf, welche die Wahrscheinlichkeitsamplitude dafür angeben, dass ein System am Anfang ein zusätzliches Teilchen im angeregten Zustand {\displaystyle q} und am Ende im angeregten Zustand {\displaystyle p} enthält:
{\displaystyle G_{pq}(t,t'):=\langle 0\,|\,{\hat {T}}[{\hat {\psi }}_{p}(t)\;{\hat {\psi }}_{q}^{\dagger }(t')]\,|\,0\rangle }
Hierbei ist
- {\displaystyle |0\rangle } der oben beschriebene Grundzustand
- {\displaystyle {\hat {T}}} der Zeitordnungsoperator
- {\displaystyle {\hat {\psi }}_{p}(t)} ein Operator, der zur Zeit {\displaystyle t} ein Teilchen im Zustand {\displaystyle p} vernichtet
- {\displaystyle {\hat {\psi }}_{q}^{\dagger }(t')} ein Operator, der zur Zeit {\displaystyle t'} ein Teilchen im Zustand {\displaystyle q} erzeugt.

### Quantenfeldtheorie
In der Quantenfeldtheorie ist der Grundzustand identisch zum Vakuum-Zustand: ohne reelle Teilchen, allerdings mit Vakuumfluktuationen. Zumindest für vernachlässigbare Kopplung unterscheidet sich ein angeregter Zustand vom Grundzustand durch die Zahl der (reellen) Teilchen; Teilchen werden sogar als Anregungszustände des zugehörigen Feldes interpretiert.
Meist wird ein Propagator im Impulsraum verwendet (im Wesentlichen die Fouriertransformierte des obigen Ausdrucks bezüglich Raum und Zeit; er beschreibt die Wahrscheinlichkeitsamplitude dafür, dass sich ein Teilchen mit vorgegebener Energie und Impuls bewegt). Das einfachste Beispiel ist der Propagator für ein skalares Feld, dessen Anregungen Teilchen mit Masse {\displaystyle m} sind:
{\displaystyle G(p)={\frac {\mathrm {i} }{p^{2}-m^{2}+\mathrm {i} \epsilon }}}
Hierbei ist {\displaystyle p} der Viererimpuls des Teilchens.

## Mehrteilchen-Propagatoren
Gerade in der Atom- und Kernphysik werden oft auch Propagatoren verwendet, welche die Ausbreitung nicht nur eines, sondern mehrerer Teilchen gleichzeitig beschreiben. Ein Beispiel dafür ist der Polarisations-Propagator.
Ein verwandtes Konzept sind Vielteilchen-Greenfunktionen; diese beschreiben aber i. A. nicht unbedingt eine Ausbreitung von Teilchen, sondern allgemeinere Konzepte. Beispielsweise dienen sogenannte Drei-Punkt-Vertex-Funktionen zur Beschreibung der Wechselwirkung eines Elektrons mit einem Photon.